# 特爾祜
特爾祜（？—1658年），滿洲愛新覺羅氏。清太祖努爾哈赤曾孫、廣略貝勒褚英之孫、安平貝勒杜度第三子。
崇德四年（1639年），封為輔國公。崇德六年（1641年），跟從大軍圍攻錦州，大敗明兵於松山、杏山之間。崇德七年（1642年），移師攻克塔山。同年十月，與其兄杜爾祜同得罪，被削爵，廢黜宗室資格。
順治元年（1644年），特爾祜跟從多爾袞入山海關，大破李自成的軍隊，逐大順軍至慶都。再跟從多鐸敗大順軍於潼關。順治二年（1645年），以軍功恢復宗室資格，再被封為輔國公，賜金五十、銀二千。順治六年（1649年），進位為貝子。順治十五年（1658年）逝世，賜予謚號「恪僖」。子孫遞降，以奉恩將軍世襲。